# República Centro-Africana nos Jogos Olímpicos de Verão de 2000
República Centro-Africana participou dos Jogos Olímpicos de Verão de 2000 em Sydney, Austrália.